# Andrzej Cieszkowski
Andrzej Adam Cieszkowski (ur. 1971 w Choszcznie) – polski dyplomata, pełnomocnik ministra spraw zagranicznych ds. Partnerstwa Wschodniego (2008–2013), ambasador w Gruzji (2013–2016).

## Życiorys
W latach 1990–1995 studiował w Moskiewskim Państwowym Instytucie Stosunków Międzynarodowych, a w latach 1996–1997 odbył studia podyplomowe na Wydziale Zarządzania Szkoły Głównej Handlowej w Warszawie.
W 1998 podjął pracę w Ministerstwie Spraw Zagranicznych. W latach 1998–2002 pełnił funkcję II sekretarza ds. politycznych, UE i prasowych w ambasadzie RP w Lizbonie. Następnie pracował w Departamencie Unii Europejskiej MSZ jako ekspert ds. wspólnej polityki zagranicznej i bezpieczeństwa oraz ds. polityki wschodniej. W 2005 objął stanowisko naczelnika Wydziału Europejskiej Polityki Sąsiedztwa, które zajmował do 2008. W listopadzie 2008 otrzymał nominację na stanowisko Pełnomocnika Ministra Spraw Zagranicznych ds. Partnerstwa Wschodniego – odpowiadał za koordynację jego kształtowania i realizacji, współpracę z krajami członkowskimi Unii Europejskiej oraz krajami-uczestnikami Partnerstwa, brał udział w przygotowaniach do szczytów Partnerstwa w Pradze (2009) i Warszawie (2011).
3 czerwca 2013 został mianowany ambasadorem RP w Gruzji. Misję rozpoczął 27 czerwca 2013, a zakończył 31 października 2016. Następnie pracował w Departamencie Współpracy Ekonomicznej MSZ. W 2024 objął kierownictwo Ambasady RP w Brasílii jako chargé d’affaires.
Żonaty, ma trzech synów. Zna języki angielski, francuski, portugalski i rosyjski.

## Odznaczenia
- Brązowy Krzyż Zasługi (2012)[7]